# 高橋由伸
高橋 由伸（たかはし よしのぶ、1975年4月3日 - ）は、千葉県千葉市中央区出身の元プロ野球選手（外野手・内野手、右投左打）、野球解説者・野球評論家。現在は読売ジャイアンツ球団特別顧問、読売新聞スポーツアドバイザーを務める。
2007年に、NPBシーズン記録となる9本の初回先頭打者本塁打を記録した。2004年アテネオリンピック野球の銅メダリスト。
愛称は「ウルフ高橋」。妻は元日本テレビのアナウンサーの小野寺麻衣で、2児（2人姉妹）の父。小野寺結衣は義妹にあたる。

## 経歴

### プロ入り前
左打ちに関しては、3歳の頃から誰に言われるでもなく自然と出来たとのこと。小学校4年生で地元少年野球チームへ入団すると同時に、6年生ばかりのレギュラーに唯一抜擢される。入団以前から同じグラウンドで練習していた高橋を見ていた監督が、動きやスイングの速さなどに卓越したセンスを感じたためであった。5年生時には3番・遊撃手としてチームの県大会初優勝、6年生時には4番・投手（エース）として2連覇に貢献。
高橋は幼少期よりお父さんっ子であり、少年野球チーム在籍時から高校の寮に入るまで、常に父親との二人三脚で自主トレをしていた。その内容の一つとして、身長の倍ほどの竹で素振りをするという日課もあった。プロを目指して挫折してほしくないという父親の配慮により、練習時以外では野球に触れることがほとんど無く、プロを志すことも無ければ憧れの選手もいなかった。野球そのものはあまり好きでもなく、父や兄弟など周囲が喜んでくれるので続けていた面もあったと後に語っている。また現実的で冷めた子供だったといい、プロ野球選手にはなりたいともなれるとも全く思わず、プロ入りを考え始めたのも大学2年生頃になってからであった。当時から人前に出るのが苦手であり、目立つことを嫌っていた。
中学のポニーリーグ時代は4番・投手（エース）としてチームを全国大会2連覇に導いた。途中、「野球を辞めたい」と言っては父親と兄の2人に力ずくでグラウンドまでひきずって連れていかれたり、嫌だと騒いでは兄の暴力を受け、よく泣きながら練習に向かっていたという。中学3年時の成績は26試合の出場で打率.559、17本塁打、65打点。ここで野球を辞め、将来を見据えて学業に集中しようと考えたが、「あと3年だけお父さんを楽しませてくれ」という父の要望で甲子園を目指すことに決める。勉強と両立できるという理由、特に憧れであった慶應義塾大学入学への近道として、数あったスカウトの中から神奈川の名門：桐蔭学園高等学校（以下、桐蔭学園）を選択し入学。
桐蔭学園野球部には期待の投手として入部したが、間もなく監督の土屋恵三郎から打撃と強肩を活かす右翼手への転向を薦められる。高橋は渋ったものの、転向すればすぐにレギュラーで3番を打たせるという言葉で決断。1年生時から3番・右翼手のレギュラーの座を掴む。夏の甲子園で3回戦に進出するも鹿児島実と当たり、サヨナラ負けを喫した。
4番打者となり、投手を兼任するようになった2年時の1992年にも第74回全国高等学校野球選手権大会に出場。沖縄尚学とあたり、本塁でのクロスプレーで左太股の肉離れを起こしたが、8回からリリーフ投手として登板した。結果は延長12回でまたもサヨナラ負けを喫し、1回戦敗退となった。最後は足の痛みで歩けなくなり、チームメイトに担がれながらマウンドを下りた。その後、怪我と腰痛治療のために2週間の入院を余儀なくされたが、退院後にはチームメイトからの厚い人望により翌年の主将に任命される。「自分はチームを引っ張っていけるようなタイプではない」と最初は断ったものの、監督命令と聞いて引き受けたという。高橋の先輩でもある副島は「口で引っ張っていくのではなく、日常の自然な練習態度や言動から気がつけば周囲に人が集まっている、という独特の雰囲気を持っていた」としている。
3年時には強打者を1番に据えるという土屋監督の方針により1番打者を務めるも、甲子園には出られなかった。1,2年時の甲子園通算打率は.400。高校通算30本塁打。東京ヤクルトスワローズなど複数のプロ球団からスカウトされていたが、慶應進学という入学当初からの目標は変わらず、慶應義塾大学（法学部政治学科）へ指定校推薦で進学する。「非凡なセンスを持ちながら根っからの野球好きでない高橋には、自由で伸び伸びとしたチームがいい」と考えた土屋監督の助言もあった。
慶應義塾大学野球部で1年時からレギュラー。春季リーグ戦の開幕1試合目から5番・三塁手として出場、ルーキー新記録の3本塁打を放った。3年時の東京六大学野球1996年春季リーグ戦では打率.512、5本塁打を記録して三冠王を獲得。4年時の1997年には主将に就いた。相手が勝負を避けるようになり、2試合で7四球など敬遠も目立つ中、春季リーグ戦ではチームを9季ぶりのリーグ優勝に導くなど貢献する。秋季リーグでは法政大学の安藤優也から本塁打を放ち、田淵幸一の持つ東京六大学リーグ本塁打記録を更新した。リーグ通算102試合出場（4年間全試合フルイニング出場）し、通算打率.325、119安打（当時歴代4位）、23本塁打（歴代1位）、62打点（当時歴代12位）、219塁打（歴代1位）と記録的な成績を残す。日米大学野球においても日本代表の4番打者として3試合連続本塁打を打つなど活躍。インターコンチネンタルカップでも大学生ながら日本代表の4番打者として出場し、上原浩治（大阪体育大学）が先発した国際大会151連勝中のキューバとの決勝戦で1回裏に先制点かつ決勝点となる3点本塁打を放ち、その後も2点三塁打を打つなど優勝に貢献した。同年に大学を卒業し、甘いマスクと走攻守を兼ね揃えた六大学のスターとして高い人気を誇っていた。ちなみに、リーグ戦では1度だけリリーフ投手として登板し無失点で切り抜け、球速149km/hを記録したことがある。当時慶大の後藤寿彦監督は高橋のことを「試合の勝敗にはすごくこだわるのに、自分の記録や賞についてはギラギラしていない」と語った。
ドラフトに際しては中日ドラゴンズ、日本ハムファイターズ、広島東洋カープを除く9球団の激しい争奪戦が繰り広げられる。高橋の出身地である千葉市を本拠地とする千葉ロッテマリーンズのファンが「高橋君にロッテへの逆指名入団を」との署名運動を繰り広げ、数万人の署名を集めたが高橋は志望球団をヤクルトスワローズ、西武ライオンズ、読売ジャイアンツの3球団に絞り、11月4日に巨人を1位で逆指名し入団した。

### 現役時代

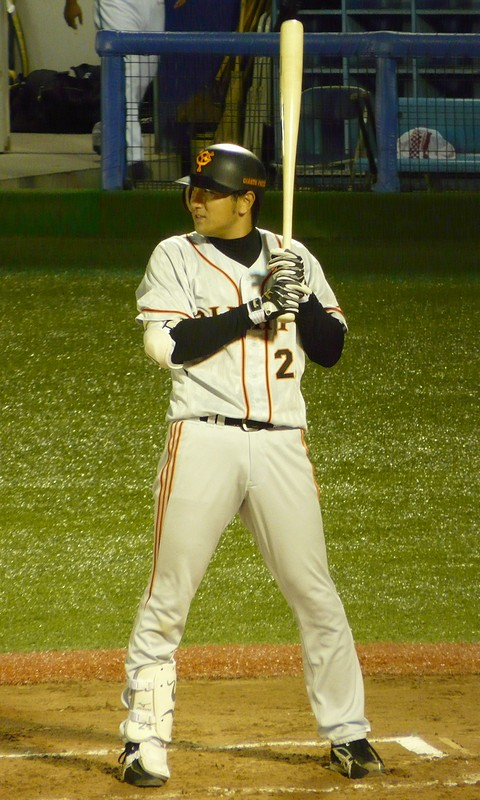
現役時代（2009年8月25日、横須賀スタジアムにて）

1998年
入団当初より長嶋茂雄監督から「21世紀のスター」として期待され、また松井・清原のMK砲に入る形でMKT砲とも宣伝された。
ヤクルトスワローズとの開幕戦に7番・右翼手で先発出場しいきなりプロ初安打を放った。4月7日、東京ドームでの対広島戦で、山内泰幸からプロ入り初本塁打を記録した。右足を高く上げる独特の一本足打法で打線を牽引し、後半戦からは5番打者に定着。オールスターゲームのファン投票では新人史上最多の51万4351票で選出され、以降7年連続で出場した。最終的に打率.300（リーグ8位）、19本塁打（リーグ9位）、75打点（リーグ10位）、OPS.852（リーグ8位）の好成績を収めてシーズンを終えた。プロ1年目での打率3割（規定打席到達）は史上7人目、セ・リーグでは長嶋茂雄以来40年ぶり。同年5月2日の対ヤクルト戦では3回無死満塁の打席で川崎憲次郎から、7月2日の対ヤクルト戦では2回二死満塁の打席で伊藤智仁からそれぞれ満塁本塁打を放ち、新人選手では2本の満塁本塁打を記録した。
新人王候補にも名前が挙がったが、新人王は中日の川上憲伸が受賞した。この年の川上との直接対決の成績は 22打数1安打（1本塁打）であった。新人王は獲得できなかったが、新人王に値する成績と認められ異例とも言えるセントラル・リーグ特別表彰を受賞した。また、守備でも強肩を活かしてリーグ最多タイの12補殺を記録し、新人外野手としては史上初のゴールデングラブ賞を受賞した。以降6年連続で受賞となる。同年、長嶋監督から「ウルフ」のニックネームが与えられた。
1999年
春季キャンプからMLB・サンフランシスコ・ジャイアンツのバリー・ボンズを参考にして重心移動に取り組み、長打力がアップした。オープン戦で6本塁打を記録した勢いそのままに開幕戦から3試合連続本塁打（1993年の秋山幸二以来6年ぶり）を放ち、4月には打率.433、8本塁打、29打点を記録し月間MVPを獲得。開幕から5番として試合に出場してきたが、5月5日にはプロ2年目にして巨人第66代の4番打者に指名される。以後チームメイトの松井秀喜、ヤクルトスワローズのロベルト・ペタジーニと熾烈な本塁打王争いを展開。しかし、9月14日の対中日戦（ナゴヤドーム）での守備の際に外野フェンスに激突し、鎖骨骨折の重傷を負ってチームから離脱した。中日と激しい優勝争いをしていたチームにとっても高橋の離脱は大きな痛手となり、本塁打王と共にチームの優勝も逃した。4月2日の阪神タイガースとの開幕戦では8回に福原忍から、4月28日の対ヤクルト戦では2回二死満塁の打席で河端龍から、6月10日の対中日戦では8回二死満塁の打席で小笠原孝からそれぞれ満塁本塁打を放ち、巨人の選手で初の1シーズン3本の満塁本塁打を記録した。自身は打率.315（リーグ5位）、34本塁打（リーグ6位）、98打点（リーグ4位）を記録。故障により終盤欠場しながら打撃成績のほとんどの数字で前年を上回り、初のベストナインに選出された。オフには年俸6100万円増の1億円でサイン。史上最速の年俸1億円到達となった。
2000年
広島からFAで移籍してきた江藤智の入団により、シーズン前半戦は主に5,6番を任された。前年の骨折の影響もありプロ入り後初めてのスランプを経験するが、後半戦には復調。8月24日の広島戦で不振に陥っていた江藤に変わって3番打者を務めると、初回に黒田博樹から2年連続となる20号本塁打を放ち、この試合では2打点を挙げて巨人のサヨナラ勝ちに貢献した。その後は再び6番打者に降格したものの同月29日の阪神戦で再び3番打者を務め、ソロ本塁打を含む2安打1打点、翌30日には2本塁打3打点を挙げる活躍を見せ、「MKT砲」と称された3番・高橋、4番・松井、5番・清原和博の強力クリーンアップの一員としてリーグ優勝・日本一に貢献した。9月5日の対広島戦で3-3の同点の9回二死無走者の打席で高橋建から球団通算1000号サヨナラ本塁打を放った。プロ入り初の全試合・フルイニング出場を果たすも、3年目で初めて打率3割を下回った。
2001年
前年同様、シーズン序盤にスランプに苦しんだ。それでも江藤とともに3番・6番打者を任され、2年連続で全試合出場。7月24日のオールスターゲーム（札幌ドーム）で自身が放った球宴初本塁打は初回先頭打者本塁打だった（史上7人目、表では5人目）。8月1日の対中日戦では4回一死一塁の打席で川上憲伸からプロ通算100号本塁打、9月18日の対阪神戦では1点を追う4回二死満塁の打席でグレッグ・ハンセルから逆転満塁本塁打を放つ。打率も2年ぶりに3割をクリアした。シーズン後には台湾で開催された第34回IBAFワールドカップの日本代表に選出され、主に「4番・右翼」として出場。予選のキューバ戦では3安打を放って勝利に貢献した。日本は予選で4連勝を果たし決勝トーナメントに進み、準決勝では再びキューバと対戦するも延長戦の末に敗れた。その後の3位決定戦でも台湾に敗れて日本はメダルを逃したものの、高橋は大会打点王とベストナインを受賞した。
2002年
春季キャンプ前の自主トレで「タイトル奪取」を目標に掲げ、開幕から好調を維持。5月4日の対横浜ベイスターズ戦では2打席連続本塁打を放ち、この時点で打率は.402を記録。6月23日の対広島戦（札幌ドーム）では6回に球団通算7500号本塁打を放ち、対戦投手は2000年にも球団通算節目の本塁打を放った高橋建だった。しかし、シーズン中盤に入るとスランプに陥り、.402だった打率は7月末には3割台前半にまで落ち込んだ。8月3日の広島戦（旧広島市民球場）では新井貴浩が放った打球をフェンス際でジャンピングキャッチを試みた際に左足かかとを強打し戦線離脱（左足底筋腱挫傷）。復帰までに約1か月半を要し、その復帰第1戦となった9月16日の対横浜戦で中根仁が放った同様のフェンス際の打球ではジャンピングキャッチを成功させた。本塁打・打点は新ストライクゾーンと35試合欠場した影響で前年から大幅に成績を下げてしまい、開幕前に掲げたタイトル奪取はならなかったが、2年連続で打率3割をキープした。
2003年
この年より選手会長に任命される。松井のMLB・ニューヨーク・ヤンキース移籍により守備位置が右翼手から中堅手へコンバートされ、同時に松井の移籍で、クリーンナップトリオとしてのMKT砲と称してきた愛称は、1人減ってトリオからコンビになったのを機に、清原・高橋のみを表すKT砲に改められた。
清原の欠場もあり、初めて開幕戦を4番で迎えた。途中腰痛で戦線を離脱したものの、シーズン中盤には好調をキープし続け、11打数連続安打、14打席連続出塁のプロ野球タイ記録を樹立し、打率は自己最高の.323を記録した。6月1日の対阪神戦では1点を追う9回無死一塁の打席で当時無敗を誇っていたジェフ・ウィリアムスから逆転サヨナラ2点本塁打を打ち、シーズン唯一の黒星を付けた。7月6日の対中日戦では3-3の同点の延長12回二死無走者の打席で久本祐一からシーズン2本目のサヨナラ本塁打を放った。7月15日のオールスターゲーム（大阪ドーム）では2打数2本塁打3打点の活躍で自身初のオールスターMVPを受賞。また、シーズン後にはアテネ五輪の予選を兼ねた第22回アジア野球選手権大会に出場し、首位打者となった。
2004年
シーズンの目安として打率3割3分・35本塁打・110打点を発言。前年に続き中堅手へのコンバートを試みるが、まもなく近鉄から移籍してきたタフィ・ローズに譲る。ロベルト・ペタジーニをヒントにした、バットを持つ両手を胸の横に置き、それまで寝かせていたバットを立てた打撃フォームに改造した結果、開幕直後は極端な不調に陥ったが、徐々に復調していった。開幕からシーズン途中に開催されたアテネ五輪まで継続して4番打者を務める。五輪では日本代表の3番・中堅手と副主将を任され、代表チーム最多の3本塁打を打つなど活躍。中でも野球台湾代表戦では王建民から貴重な同点2点適時本塁打を放った。しかし、五輪で肘の遊離軟骨状態が悪化し肘に痛みを抱えながらのプレーで守備面では送球に精彩を欠き、ゴールデングラブ賞をプロ入りして初めて逃したが、打撃では5年ぶりに30本塁打を記録、打率も4年連続で3割をクリアした。9月29日の対広島戦では長嶋茂雄の849試合目に次ぐ史上8位のペースとなるプロ850試合目での1000本安打を達成した。
オフには右肘の手術を受け、球団合併問題では巨人の選手会長、また日本プロ野球選手会の副会長として署名活動などで大きく貢献した。
2005年
4月6日の対横浜戦（横浜スタジアム）で7-7の同点の延長11回一死無走者の打席で木塚敦志から決勝本塁打を放ち、チームの開幕連敗を4で止めた。4月29日の対広島戦（旧広島市民球場）では自身初の1試合3本塁打を放つが、翌30日の対広島戦での守備中、旧広島市民球場のフェンスに登った際に右肩肩甲下筋の肉離れを起こして離脱。その後、7月8日の対広島戦でフェンスに右足首を強打し再び離脱。3年前と合わせて3度も同じ球場、同じフェンス際の打球の処理で怪我に遭ったため、復帰後の対広島戦では球場のフェンス際に清めの塩を撒いたという。その後も右足首は回復しないまま骨棘が形成され、痛みを抱えた状態で試合に出続けたが、88試合の出場に留まり、プロ入り以来はじめて規定打席を割る。オフの12月9日に右足首の手術を受け、同月20日の契約更改ではプロ入り8年目で初のダウンとなる年俸2000万円減の3億1000万円でサインした。
2006年
1月に元日本テレビの小野寺麻衣アナウンサーと結婚。手術により調整が遅れ、オープン戦には中盤から参加した。この年から再就任した原辰徳監督の「守備の要であるセンターラインを守ることでチームを引っ張っていってほしい」という方針から再び中堅手にコンバート。右足首の状態は開幕に間に合うかどうかというものであったが、開幕から好調なスタートを切った。しかし、4月12日の対広島2回戦にて中堅手の守備でダイビングキャッチの際、左脇腹を痛めてしまい、4月15日に出場登録を抹消された。復帰して半月ほどたった5月27日の対ロッテ戦で再びダイビングキャッチを試みて左肩を負傷した。その後守備位置を中堅手に戻されるが、度重なる負傷で本来の打撃や守備を取り戻すことができず後半戦からは守備の負担を軽減させるため初めて左翼手の守備に就いた。8月18日の対中日戦（東京ドーム）で1000試合出場を達成。前年に手術した右足首の状態が悪いままプレーを続けたこともあり、2年連続で規定打席を割り、打率.260、15本塁打と不本意な成績に終わった。
2007年
心身ともに強い選手という意味で「強」をテーマに掲げ、原監督は開幕戦から高橋を「1番・右翼」で起用した。横浜との開幕戦（横浜スタジアム）の第1打席、横浜先発の三浦大輔の初球を右翼スタンドへ本塁打を放ち、セントラル・リーグ史上初、1962年の衆樹資宏（阪急）以来45年ぶりの開幕戦初球先頭打者本塁打を放ち、長嶋茂雄の5年連続に次ぐ歴代2位の3年連続開幕戦本塁打を記録した。4月28日、FA権を取得するも、早い段階で宣言せずに残留することを表明。生涯巨人を宣言した。6月以降は右足首痛が悪化するもそのまま出場を続け、6月には打率.408、8本塁打、18打点、OPS1.347を記録し4年ぶりとなる月間MVPを受賞。7月26日の横浜戦ではマット・ホワイトからプロ野球新記録となるシーズン9本目の初回先頭打者本塁打を記録。終盤は腰痛により成績を落としたが、1年を通じて大きなケガや長期離脱もなくプレーし、3年ぶりに規定打席に到達し、リーグ6位の打率.308を記録。8年ぶりのベストナインに選ばれ、4年ぶりのゴールデングラブ賞も獲得。だが規定打席到達はこれが最後となった。
1番打者として出塁を意識し、自己最高の66四球・出塁率.404を記録する一方で初球打ちの打率は.441、自己最多の35本塁打も記録した。日程終了時点ではリーグ最多本塁打だったが、その後村田修一が最後の1本となる36本目を佐々岡真司引退試合の9回最後の打席で打ったため、本塁打王を逃した。OPS.982、得点圏打率.409は12球団トップであり、その成績から「1番に据えておくのはもったいない」という意見も出るほどで、当時東北楽天ゴールデンイーグルスの野村克也監督からも「俺ならクリーンナップ」と言われた（なお、この発言の翌日の試合のみ4番として起用されている）。
オフの契約更改ではFA権は行使せず、巨人の生え抜き選手としては最高となる4年総額16億円（年俸3億5000万プラス出来高5000万）で新たに契約を結んだ。
2008年
前年に続き「1番右翼」で開幕スタメン。4月3日の中日戦で川上から7回裏にバースデーアーチとなる3点本塁打を放ち、またこの高橋の本塁打から後続の2番・亀井義行、3番・小笠原道大が二者連続本塁打を放ち、球団9年ぶりとなる3者連続本塁打の口火を高橋は切り、開幕5連敗を喫したこの年のチームのシーズン初勝利に貢献した。4月6日の阪神戦では史上52人目となる通算250号本塁打を放った。二年連続で開幕から好調を維持し、4月18日からは4番として起用されるも、5月3日のヤクルト戦で腰痛を再発させ登録抹消となった。6月15日に一軍復帰するも8月7日に再び戦線離脱となる。ベンチ入りしても出場しない試合もあり、埼玉西武ライオンズとの日本シリーズは欠場した。チームがリーグ優勝した一方で、91試合の出場で打率.236と自己ワーストの成績に終わってしまった。プロ入りして以来10年間3割以上をキープしていた通算打率が.299となった。オフには腰の精密検査を行い、手術も検討したが引き続きリハビリによる改善を目指すことにした。
2009年
この年から生え抜き野手最年長となったが、腰痛が改善せず春季キャンプでは初の二軍スタート。シーズン終盤の8月28日の阪神戦で復帰し、9回に代打で登場したものの藤川球児に対し見逃し三振に終わってしまう。翌29日に出場選手登録を外れ、腰の手術を受けることを表明し翌年の開幕復帰を見据え9月15日に手術を受け、わずか1打席でシーズンを終えた。
2010年
自主トレから慎重に調整を行い、春季キャンプでは一軍に入る。この年から一塁手としての出場を視野に入れ練習を重ねつつ、オープン戦では5割近い打率を記録し、開幕戦にキャリア初となる「8番・一塁手」で先発出場。この年には同じく自身初となる2番打者も経験。中盤以降は右翼手や代打での起用が増えた。腰の状態を気にしながらの出場で規定打席には届かなかったが、1年を通して116試合に出場（うち先発が76試合）。クライマックスシリーズも含め、高橋が本塁打を打った試合でチームは全勝した。前年の怪我から復帰した一年であったが、出塁率.364、得点圏打率.325、CSでの打率は.375と選球眼や勝負強さは健在であった。
2011年
開幕前にレギュラー再奪取を目標として掲げ、開幕戦に「5番右翼」でスタメン出場。しかし、4月26日のヤクルト戦の守備で外野フェンスに激突して負傷交代、29日に登録を抹消。検査の結果、左肋骨を骨折していたことが判明した。故障明けの6月11日に再登録。7月10日には史上108人目となる1500本安打を達成。8月7日の広島戦ではチームを救うダイビングキャッチで「ジョージア魂」賞を受賞。8月20日には3年ぶりに4番として先発し、同月25日の阪神戦でも攻守に活躍。10月12日の阪神戦では自身8年ぶりのサヨナラ本塁打を代打で放った。だがシーズンを通じては95試合出場で打率.246、15本塁打、37打点という成績に終わり、規定打席にも届かなかった。一方でOPSは.829と規定打席到達者の中でリーグトップだった長野久義(.847)と遜色ない成績を残した。
契約更改では当時の球団史上最高のダウン額となる1億8000万円減の推定1億7000万円でサインした。
2012年
開幕前のインタビューで「体の衰えが技術で補えなくなっている」と発言したが、開幕戦に「6番右翼」としてスタメン出場。わずか4打席の差で5年ぶりの規定打席到達は逃したが、大きな怪我もなく1年間を通して一軍に帯同。シーズン打率.239、8本塁打に終わったものの、出塁率は3割5分を越え、満塁の場面では.538、2本塁打、21打点と勝負強さが光った。7月のオールスターゲームには2007年以来約5年ぶりに出場。第1戦、第3戦に「7番左翼」で先発出場、第2戦に堂林翔太の代打で登場し、5打数2安打1死球を記録した。8月17日の広島戦（東京ドーム）で史上37人目となる300本塁打を達成した。クライマックスシリーズは全試合に先発出場し、日本シリーズでは、3戦目に阿部慎之助が負傷したため4戦目に4番打者として先発出場した。
この年3月、朝日新聞が入団時の契約金が最高標準額を大幅に超える6億5000万円であったことを報道、巨人側も婉曲的に認めた。
2013年
春のキャンプでは、阿部がワールド・ベースボール・クラシック（WBC）に出場したため主将代理を務めた。「6番左翼」で開幕戦を迎え、4月4日の横浜戦でシーズン初安打（2007年以来、自身6年ぶりの三塁打）を放ったが、二塁を回った際に左脹脛を痛め途中交代し、一軍登録を抹消された。肉離れで全治3か月と診断されたが、6月29日に一軍に復帰した。7月4日の阪神戦では阿部の代役として4番に座ると、怪我の影響を感じさせない果敢な走塁を見せ決勝のホームを踏んだ。この年は前述の故障の影響で68試合の出場に留まったものの、打率.303、10本塁打、OPS.950を記録。2年ぶりに2桁本塁打を記録し、規定打席不足ながらOPS傑出度は自己最高の数値を記録した。
日本シリーズでは6試合に出場し、第6戦に田中将大から決勝適時打を放ったものの打率.150、OPS.427と不調に終わり、チームも日本一を逃した。
2014年
シーズン前半は代打の切り札としてチームを支え、代打での打点は柳田俊郎の球団記録にあと1に迫る17打点を記録した。夏場からは先発出場が増え、クリーンアップを任される試合もあった。
8月18日、高橋にバッティングの礎を叩き込んだ父･重衛が心不全のため75歳で死去。その告別式の翌日にも試合に出場し、ソロ本塁打を放った。ベースを周っている途中、天を見上げる仕草が見られた。しかし、8月24日の中日戦でスイングした際に右手中指を脱臼し、25日に登録を抹消され、そのまま復帰できないままシーズンを終えた。出場試合数こそ多くないが、前年に引き続き衰えを感じさせない成績を収めた。また、10月25日に選手兼任一軍打撃コーチへの就任が発表された。
2015年
6月11日の日本ハム戦でNPB史上55人目となる通算3000塁打を達成した。最終的に77試合の出場で打率.278の成績を残し、代打の切り札として代打打率.395を記録し、翌シーズンも現役続行の意向を示していたが、クライマックスシリーズ敗退を受けて同年限りでの勇退を表明した原の後任として球団より監督就任要請を打診され、10月23日に、渡邊恒雄取締役最高顧問、白石興二郎取締役オーナー（いずれも当時）と面会の上、翌2016年シーズンからの監督就任を受諾することを報告、同時に2015年シーズンをもって現役を引退することを表明。10月26日には監督就任会見を行い、11月5日に日本野球機構（NPB）より任意引退公示された。高橋の引退及び監督就任が突然の決定であったことから、球団側では「ファンから（引退式を行って欲しいという）要望も多く、こちらも何かの形にしたかった」として11月23日のファンフェスタ（東京ドーム）で高橋の現役引退式並びに監督就任セレモニーが執り行われた。なお、背番号は現役時代より引き続き24となった。NPBでは史上初の「昭和50年代生まれ及び逆指名入団の監督」、また巨人監督としても、後楽園球場試合出場経験のない初めての監督となる。
現役時代は天才打者として君臨して入団から2004年までは「7年連続規定打席到達」を継続していたが、2005年から引退する2015年までは腰痛などの故障離脱が多かったこともあり規定打席到達は2007年の1回だけであり2000本安打を達成することはできなかった。

### 巨人監督時代
2016年
毎年スポーツ報知では、ジャイアンツ歴代監督本人の書を披露しているため、書道初体験の高橋が初披露したその年の書は、「一新」である（名前も直筆で、はしご高を採用し、「髙橋由伸」と表記）。開幕から4連勝を達成するなど序盤は好調だったが先発候補の多くが故障離脱しており先発投手が足りず5月に入り調子を落とすと広島の快進撃もあり、一時は4位にまで低迷した。だがそこから立て直して再び上位に加わった。しかし、8月24日の広島戦で敗れて広島のマジック点灯を許すと広島は勢いが加速し巨人は失速することになりその後の戦いぶりの明暗を分ける試合となった。そして9月10日の広島戦で敗れて球団史上2度目の東京ドームで他球団のリーグ優勝胴上げを見届ける屈辱を味わった。最終的に広島、DeNA、中日の3チームに負け越したがリーグ2位でシーズンを終了した。CSではCS初出場となった3位のDeNAと対戦し、初戦を落として第2戦に勝利したが第3戦は延長戦の末敗れて2011年のファーストステージ以来5年ぶりにファーストステージで敗退した。
2017年
その年の書は、「新化」である。この字のきっかけは、2016年暮れにFA宣言したDeNAの山口俊と日本ハムの陽岱鋼が入団した理由で、この字になった。前年同様開幕5連勝を記録するなど前年同様序盤は好調だったが5月中旬から徐々に失速。球団の歴代ワーストの13連敗を喫するなど借金は一時2桁にまで膨らむなど低迷。ケーシー・マギーを7月下旬から「2番・二塁」で起用する攻撃的布陣で挑み8月に巻き返したが9月になると一時的に3位に浮上した時期はあったが主将の坂本、阿部、村田らのベテラン組が疲労などが原因の打撃不振に陥るなど再び失速。10月1日の阪神戦に敗れ、3位のDeNAが勝利したため勝率は最終的には前年を上回りながら11年ぶりのBクラスとなる4位が確定した。
2018年
その年の書は、「奮輝」である。
同級生の上原浩治が復帰したものの、補強組が前年の陽、山口同様不発に終わり、坂本やマシソン、二塁手として頭角を現してきた吉川尚輝など故障者の続出などもあってほとんど優勝争いができず、8月以降借金を作るなど低迷した。9月以降はDeNAとの3位争いとなり、CS進出が決まるシーズン最終戦で阪神に勝利して公式戦3位を確保した。岡本和真、吉川尚らを飛躍させたことなど若手育成に実績を挙げたことから続投を要請されるも、優勝できなかった責任もあって10月3日に監督辞任を表明した。優勝がなかった巨人の監督は堀内恒夫に次いで二人目となった。CSではファーストステージのヤクルト戦をエース・菅野智之のノーヒットノーランなどで2勝無敗で勝ち抜けたが、ファイナルステージはリーグ王者・広島の前に3試合連続でマギーの適時打による1点だけに抑えられ、3連敗で敗退した。監督退任に伴い、1998年の入団から21年間着続けたユニフォームをこの年限りで脱ぐことになった。監督辞任後は球団特別顧問に就任。

### 監督辞任後
2019年からは読売巨人軍球団特別顧問の肩書に加え、日本テレビの野球解説者や、スポーツ報知の野球評論家に就任する。また、新たに『news zero』（日本テレビ）のスポーツコメンテーターとして出演することも決まった。2021年からは、ラジオ日本の野球解説者も兼任している（同局には、2019年及び2020年にもゲスト解説として出演していた）。
2024年1月1日付で読売新聞スポーツアドバイザーに就任することが2023年12月19日に発表された。

## 表記名について
2000年 - 2009年
入団2年目の1999年まで巨人所属の「高橋」姓の選手は1人だけだったが同年に高橋尚成が入団したことで表記名が「高橋由」となる。
2010年
2009年オフに高橋尚がFA権を行使し移籍したため、マスメディアでの表記は11年ぶりに「高橋」に戻ったが、スコアボード表記の「高橋由」と場内アナウンスのフルネーム呼称は継続された。
2011年 - 2015年
2011年5月、髙橋信二の移籍に伴いメディア表記も再び「高橋由」となる。オフには高橋信がオリックス・バファローズへ移籍したが、同時期に髙橋洸が入団したことで、引退まで「高橋由」表記は継続された。

## 選手としての特徴

### 打撃

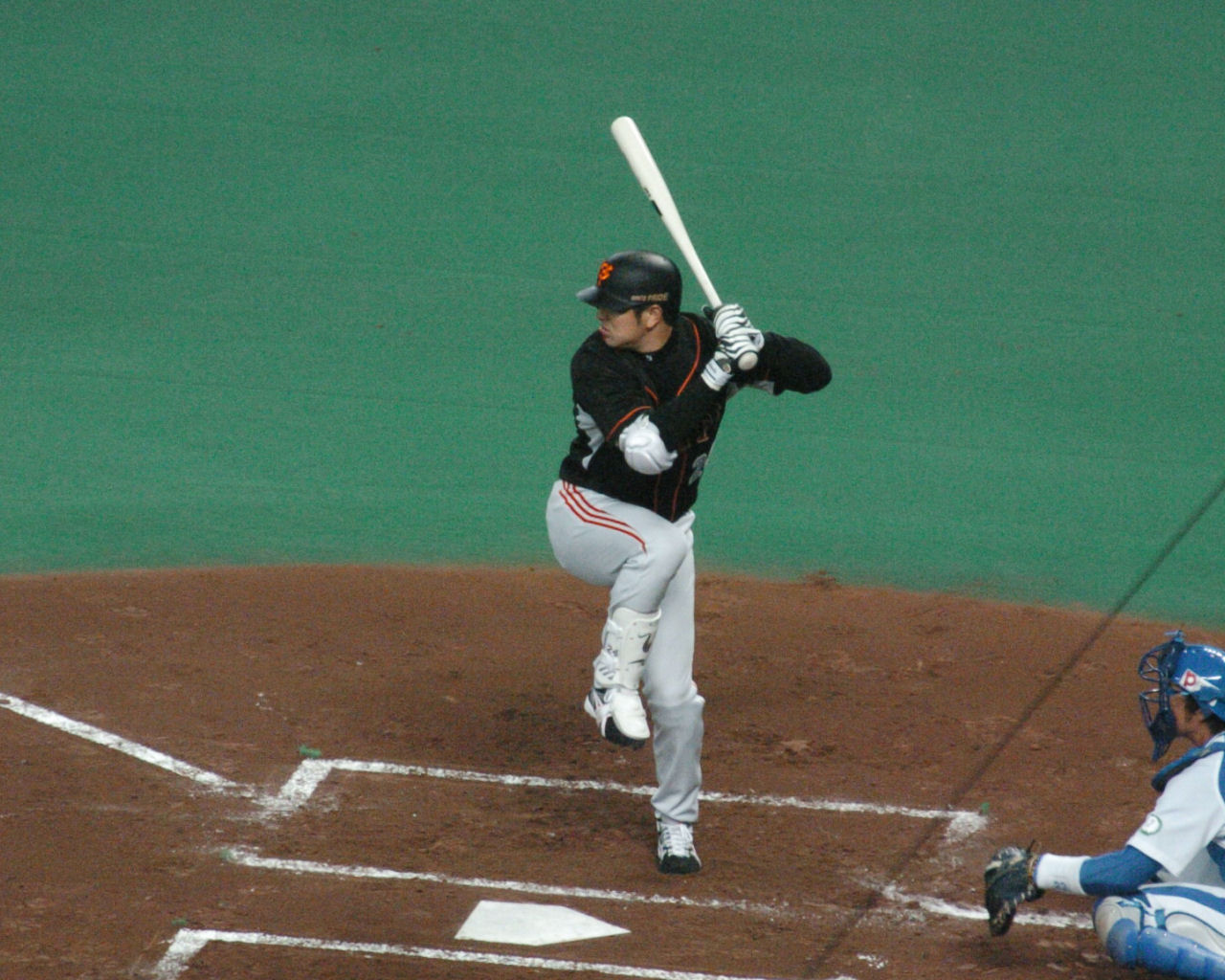
高橋の打撃フォーム（2006年6月、西武ドームにて）

「天才」と称されることがある高い打撃技術と天性のタイミングの取り方を持ち味とし、早打ちの傾向があるため初球から積極的にスイングするが、右足を高く上げる一本足打法でどんなボールにもフォームを崩さずに安定した対応ができる柔軟さを併せ持ち、多少のボール球でも安打を放つことができる技術を誇る。ファウル打ちの技術にも優れ、外角の球にも強く広角に打球を打ち分ける技術を持つ。主に1番打者として起用された2007年は長打狙いに加えて出塁も意識したスタイルとなり、ファーストストライクでのスイング率が前年から15パーセント下がり四球数が増加した。
村上宗隆は『スポーツ報知』で由伸本人から取材を受けた際に「僕、小さい頃は高橋由伸さんをすごく見ていて足の上げ方とかめっちゃマネしていました。憧れがあったので今すごい緊張しながら話してます」「好打者でなんでも打てる。先頭打者ホームランのイメージが強いですね」と印象を語った。

### 守備・走塁
守備では入団以来、主に右翼手としてプレー。フェンスへの衝突を恐れない積極的な守備を見せ、送球面では遠投120メートルの強肩と正確さを併せ持ち、加えて捕球してから送球するまでの流動性も特徴である。前述から右翼守備の評価は高く、入団1年目から6年連続でゴールデングラブ賞獲得というNPB記録を持つ。2003年は松井のメジャーリーグ移籍によって、2006年は原監督の要望によって一時的に中堅手にコンバートされた。2010年からは故障による負担を軽減するため一塁手としても起用されるようになった。プロ入り後に内野守備の経験はなかったが安定した守備を魅せ、この年のゴールデングラブ賞一塁手部門では2位となった。2012年シーズンは開幕前の春季キャンプで左翼手でのレギュラーを狙う方針を打ち出し、夏以降は左翼でのスタメン出場が増加した。
一方でファインプレーの代償として負傷することが多く、入団2年目の1999年、2002年、2005年、2006年、そして2011年と、特にフェンス際での守備が原因で大怪我を負っている。2006年にはこの年から原監督からダイビングキャッチ禁止を言い渡されたこともある。だが、高橋本人は自身の守備について「捕れると思った瞬間には飛びついてしまう。その瞬間の頭は真っ白。ケガのことなんか考えられない」と供述している。
2014年以降はスタメン出場する場合は守備負担を考慮して左翼に回る機会が多かった。
走塁面ではプロ入り当初は50メートル走6.0秒台、一塁到達4.0秒台の俊足を誇っていたが、若手のころから盗塁数は少なく、最多は2000年の5盗塁と盗塁は苦手にしていた。

## 詳細情報

### 年度別打撃成績
| 年 度      | 球 団      | 試 合 | 打 席 | 打 数 | 得 点 | 安 打 | 二 塁 打 | 三 塁 打 | 本 塁 打 | 塁 打 | 打 点 | 盗 塁 | 盗 塁 死 | 犠 打 | 犠 飛 | 四 球 | 敬 遠 | 死 球 | 三 振 | 併 殺 打 | 打 率 | 出 塁 率 | 長 打 率 | O P S |
| ---------- | ---------- | ----- | ----- | ----- | ----- | ----- | -------- | -------- | -------- | ----- | ----- | ----- | -------- | ----- | ----- | ----- | ----- | ----- | ----- | -------- | ----- | -------- | -------- | ----- |
| 1998       | 巨人       | 126   | 515   | 466   | 65    | 140   | 32       | 1        | 19       | 231   | 75    | 3     | 2        | 1     | 5     | 36    | 1     | 7     | 85    | 5        | .300  | .356     | .496     | .852  |
| 1999       | 巨人       | 118   | 505   | 454   | 71    | 143   | 18       | 2        | 34       | 267   | 98    | 3     | 3        | 2     | 2     | 39    | 7     | 8     | 96    | 3        | .315  | .378     | .588     | .966  |
| 2000       | 巨人       | 135   | 577   | 519   | 89    | 150   | 29       | 1        | 27       | 262   | 74    | 5     | 3        | 3     | 3     | 46    | 2     | 6     | 87    | 11       | .289  | .352     | .505     | .857  |
| 2001       | 巨人       | 140   | 605   | 543   | 88    | 164   | 26       | 0        | 27       | 271   | 85    | 3     | 2        | 1     | 5     | 49    | 4     | 7     | 85    | 14       | .302  | .364     | .499     | .863  |
| 2002       | 巨人       | 105   | 454   | 409   | 63    | 125   | 18       | 0        | 17       | 194   | 53    | 1     | 3        | 2     | 3     | 27    | 0     | 13    | 70    | 7        | .306  | .365     | .474     | .839  |
| 2003       | 巨人       | 118   | 486   | 443   | 85    | 143   | 31       | 1        | 26       | 254   | 68    | 3     | 1        | 0     | 2     | 38    | 2     | 3     | 59    | 7        | .323  | .379     | .573     | .952  |
| 2004       | 巨人       | 109   | 477   | 426   | 83    | 135   | 20       | 1        | 30       | 247   | 79    | 1     | 3        | 1     | 1     | 38    | 1     | 11    | 70    | 12       | .317  | .387     | .580     | .966  |
| 2005       | 巨人       | 88    | 360   | 325   | 50    | 97    | 15       | 0        | 17       | 163   | 41    | 1     | 0        | 0     | 0     | 30    | 0     | 5     | 54    | 8        | .298  | .367     | .502     | .868  |
| 2006       | 巨人       | 97    | 390   | 350   | 45    | 91    | 14       | 1        | 15       | 152   | 51    | 1     | 0        | 2     | 5     | 25    | 0     | 8     | 64    | 5        | .260  | .320     | .434     | .754  |
| 2007       | 巨人       | 133   | 590   | 503   | 76    | 155   | 29       | 1        | 35       | 291   | 88    | 1     | 5        | 3     | 2     | 66    | 6     | 16    | 107   | 3        | .308  | .404     | .579     | .982  |
| 2008       | 巨人       | 91    | 311   | 275   | 38    | 65    | 11       | 0        | 17       | 127   | 41    | 1     | 0        | 0     | 1     | 30    | 3     | 5     | 76    | 3        | .236  | .322     | .462     | .783  |
| 2009       | 巨人       | 1     | 1     | 1     | 0     | 0     | 0        | 0        | 0        | 0     | 0     | 0     | 0        | 0     | 0     | 0     | 0     | 0     | 1     | 0        | .000  | .000     | .000     | .000  |
| 2010       | 巨人       | 116   | 332   | 280   | 30    | 75    | 9        | 0        | 13       | 123   | 56    | 2     | 0        | 0     | 6     | 44    | 1     | 2     | 75    | 6        | .268  | .364     | .439     | .804  |
| 2011       | 巨人       | 95    | 301   | 256   | 35    | 63    | 13       | 0        | 15       | 121   | 37    | 0     | 1        | 1     | 0     | 40    | 1     | 4     | 64    | 9        | .246  | .357     | .473     | .829  |
| 2012       | 巨人       | 130   | 442   | 368   | 30    | 88    | 17       | 0        | 8        | 129   | 56    | 2     | 3        | 1     | 4     | 61    | 4     | 8     | 77    | 14       | .239  | .356     | .351     | .707  |
| 2013       | 巨人       | 68    | 197   | 165   | 23    | 50    | 6        | 1        | 10       | 88    | 34    | 0     | 0        | 0     | 0     | 31    | 2     | 1     | 34    | 4        | .303  | .416     | .533     | .950  |
| 2014       | 巨人       | 72    | 130   | 112   | 8     | 32    | 4        | 0        | 6        | 54    | 29    | 0     | 0        | 0     | 2     | 14    | 0     | 2     | 30    | 0        | .286  | .369     | .482     | .851  |
| 2015       | 巨人       | 77    | 158   | 133   | 11    | 37    | 5        | 0        | 5        | 57    | 21    | 2     | 0        | 0     | 1     | 20    | 0     | 4     | 39    | 3        | .278  | .386     | .429     | .815  |
| 通算：18年 | 通算：18年 | 1819  | 6831  | 6028  | 890   | 1753  | 297      | 9        | 321      | 3031  | 986   | 29    | 26       | 17    | 42    | 634   | 34    | 110   | 1173  | 114      | .291  | .366     | .503     | .869  |

- 各年度の太字はリーグ最高

### 年度別打撃成績所属リーグ内順位
| 年 度 | 年 齢 | リ ｜ グ   | 打 率 | 安 打 | 本 塁 打 | 打 点 |
| ----- | ----- | ---------- | ----- | ----- | -------- | ----- |
| 1998  | 23    | セ・リーグ | 8位   | 9位   | 9位      | 10位  |
| 1999  | 24    | セ・リーグ | 5位   | -     | 6位      | 4位   |
| 2000  | 25    | セ・リーグ | -     | 8位   | 6位      | 10位  |
| 2001  | 26    | セ・リーグ | -     | 2位   | 8位      | 9位   |
| 2002  | 27    | セ・リーグ | 8位   | -     | -        | -     |
| 2003  | 28    | セ・リーグ | 4位   | -     | 8位      | -     |
| 2004  | 29    | セ・リーグ | 4位   | -     | -        | -     |
| 2005  | 30    | セ・リーグ | -     | -     | -        | -     |
| 2006  | 31    | セ・リーグ | -     | -     | -        | -     |
| 2007  | 32    | セ・リーグ | 6位   | 9位   | 2位      | 9位   |
| 2008  | 33    | セ・リーグ | -     | -     | -        | -     |
| 2009  | 34    | セ・リーグ | -     | -     | -        | -     |
| 2010  | 35    | セ・リーグ | -     | -     | -        | -     |
| 2011  | 36    | セ・リーグ | -     | -     | -        | -     |
| 2012  | 37    | セ・リーグ | -     | -     | -        | -     |
| 2013  | 38    | セ・リーグ | -     | -     | -        | -     |
| 2014  | 39    | セ・リーグ | -     | -     | -        | -     |
| 2015  | 40    | セ・リーグ | -     | -     | -        | -     |

- -は10位未満（打率、OPSは規定打席未到達の場合も-と表記）

### アテネオリンピックでの打撃成績
予選（第22回アジア野球選手権大会）
| 年 度 | 代 表 | 試 合 | 打 席 | 打 数 | 得 点 | 安 打 | 二 塁 打 | 三 塁 打 | 本 塁 打 | 塁 打 | 打 点 | 盗 塁 | 盗 塁 死 | 犠 打 | 犠 飛 | 四 球 | 敬 遠 | 死 球 | 三 振 | 併 殺 打 | 打 率 | 出 塁 率 | 長 打 率 | O P S |
| ----- | ----- | ----- | ----- | ----- | ----- | ----- | -------- | -------- | -------- | ----- | ----- | ----- | -------- | ----- | ----- | ----- | ----- | ----- | ----- | -------- | ----- | -------- | -------- | ----- |
| 2003  | 日本  | 3     | 13    | 12    | 2     | 7     | 1        | 0        | 0        | 8     | 2     | 0     | 0        | 0     | 0     | 1     | 0     | 0     | 1     | 0        | .583  | .615     | .667     | 1.282 |

本戦
| 年 度 | 代 表 | 試 合 | 打 席 | 打 数 | 得 点 | 安 打 | 二 塁 打 | 三 塁 打 | 本 塁 打 | 塁 打 | 打 点 | 盗 塁 | 盗 塁 死 | 犠 打 | 犠 飛 | 四 球 | 敬 遠 | 死 球 | 三 振 | 併 殺 打 | 打 率 | 出 塁 率 | 長 打 率 | O P S |
| ----- | ----- | ----- | ----- | ----- | ----- | ----- | -------- | -------- | -------- | ----- | ----- | ----- | -------- | ----- | ----- | ----- | ----- | ----- | ----- | -------- | ----- | -------- | -------- | ----- |
| 2004  | 日本  | 9     | 44    | 38    | 9     | 11    | 1        | 0        | 3        | 21    | 8     | 0     | 0        | 1     | 1     | 2     | 0     | 2     | 6     | 1        | .289  | .349     | .553     | .901  |

### 年度別守備成績
| 年 度      | 球 団      | 外野  | 外野  | 外野  | 外野  | 外野  | 外野     | 一塁  | 一塁  | 一塁  | 一塁  | 一塁  | 一塁     |
| 年 度      | 球 団      | 試 合 | 刺 殺 | 補 殺 | 失 策 | 併 殺 | 守 備 率 | 試 合 | 刺 殺 | 補 殺 | 失 策 | 併 殺 | 守 備 率 |
| ---------- | ---------- | ----- | ----- | ----- | ----- | ----- | -------- | ----- | ----- | ----- | ----- | ----- | -------- |
| 1998       | 巨人       | 124   | 226   | 12    | 7     | 4     | .971     | -     | -     | -     | -     | -     | -        |
| 1999       | 巨人       | 118   | 209   | 3     | 2     | 1     | .991     | -     | -     | -     | -     | -     | -        |
| 2000       | 巨人       | 135   | 245   | 2     | 4     | 1     | .984     | -     | -     | -     | -     | -     | -        |
| 2001       | 巨人       | 140   | 255   | 6     | 4     | 0     | .985     | -     | -     | -     | -     | -     | -        |
| 2002       | 巨人       | 105   | 175   | 6     | 2     | 0     | .989     | -     | -     | -     | -     | -     | -        |
| 2003       | 巨人       | 111   | 221   | 7     | 3     | 3     | .987     | -     | -     | -     | -     | -     | -        |
| 2004       | 巨人       | 109   | 185   | 5     | 1     | 0     | .995     | -     | -     | -     | -     | -     | -        |
| 2005       | 巨人       | 78    | 150   | 5     | 1     | 0     | .994     | -     | -     | -     | -     | -     | -        |
| 2006       | 巨人       | 96    | 152   | 7     | 1     | 0     | .994     | -     | -     | -     | -     | -     | -        |
| 2007       | 巨人       | 128   | 210   | 7     | 1     | 0     | .995     | -     | -     | -     | -     | -     | -        |
| 2008       | 巨人       | 80    | 120   | 2     | 2     | 1     | .984     | -     | -     | -     | -     | -     | -        |
| 2010       | 巨人       | 45    | 53    | 1     | 0     | 0     | 1.000    | 52    | 344   | 15    | 4     | 23    | .989     |
| 2011       | 巨人       | 76    | 89    | 6     | 0     | 1     | 1.000    | 15    | 87    | 2     | 0     | 2     | 1.000    |
| 2012       | 巨人       | 110   | 134   | 3     | 1     | 0     | .993     | 6     | 27    | 0     | 0     | 2     | 1.000    |
| 2013       | 巨人       | 54    | 47    | 2     | 0     | 0     | 1.000    | -     | -     | -     | -     | -     | -        |
| 2014       | 巨人       | 30    | 30    | 1     | 2     | 0     | .939     | 1     | 2     | 0     | 0     | 0     | 1.000    |
| 2015       | 巨人       | 25    | 33    | 2     | 0     | 1     | 1.000    | -     | -     | -     | -     | -     | -        |
| 通算：18年 | 通算：18年 | 1564  | 2534  | 77    | 31    | 12    | .988     | 74    | 460   | 17    | 4     | 27    | .992     |

- 太字年はゴールデングラブ賞受賞年

### 年度別監督成績
| 2016      | 巨人      | 2位       | 143 | 71  | 69  | 3  | .507 | 17.5                   | 128                    | .251                   | 3.45                   | 41歳                   |                        |                        |
| 2017      | 巨人      | 4位       | 143 | 72  | 68  | 3  | .514 | 16.5                   | 113                    | .249                   | 3.31                   | 42歳                   |                        |                        |
| 2018      | 巨人      | 3位       | 143 | 67  | 71  | 5  | .486 | 13.5                   | 152                    | .257                   | 3.79                   | 43歳                   |                        |                        |
| 通算：3年 | 通算：3年 | 通算：3年 | 429 | 210 | 208 | 11 | .502 | Aクラス2回、Bクラス1回 | Aクラス2回、Bクラス1回 | Aクラス2回、Bクラス1回 | Aクラス2回、Bクラス1回 | Aクラス2回、Bクラス1回 | Aクラス2回、Bクラス1回 | Aクラス2回、Bクラス1回 |

ポストシーズン
| 年度 | 球団 | 大会名                                                      | 対戦相手                                | 勝敗        |
| ---- | ---- | ----------------------------------------------------------- | --------------------------------------- | ----------- |
| 2016 | 巨人 | セントラル・リーグクライマックスシリーズ ファーストステージ | 横浜DeNAベイスターズ（セ・リーグ3位）   | 1勝2敗=敗退 |
| 2018 | 巨人 | セントラル・リーグクライマックスシリーズ ファーストステージ | 東京ヤクルトスワローズ（セ・リーグ2位） | 2勝0敗=進出 |
| 2018 | 巨人 | セ・リーグ クライマックスシリーズ ファイナルステージ        | 広島東洋カープ（セ・リーグ1位）         | 0勝4敗=敗退 |

### 表彰
- ベストナイン：2回（1999年、2007年）
- ゴールデングラブ賞：7回（1998年 - 2003年、2007年）
- セ・リーグ連盟特別表彰：1回（新人特別賞：1998年）
- 月間MVP：5回（1999年4月、2000年8月、2001年8月、2003年6月、2007年6月）
- セ・リーグ会長特別表彰（1998年）
- オールスターゲームMVP：1回（2003年第1戦）
- オールスターゲーム優秀選手賞：1回（2004年 第1戦）
- 東京ドームMVP：1回（1998年）
- 優秀JCB・MEP賞：1回（2003年）
- JA全農Go・Go賞：1回（好走塁賞：2007年3・4月）
- 「ジョージア魂」賞：1回（2011年度第8回）
- ヤナセ・ジャイアンツMVP賞：2回（2003年、2015年）[124]
- アットホームヒーロー・オブ・ザ・イヤー：1回（2014年）
- 月間アットホームヒーロー賞：1回（2014年7月）

### 記録
初記録
- 初出場・初先発出場：1998年4月3日、対ヤクルトスワローズ1回戦（明治神宮野球場）、7番・右翼手で先発出場、2打数1安打
- 初打席：同上、2回表に石井一久から中飛
- 初安打：同上、7回表に高木晃次から右前安打
- 初打点：1998年4月5日、対ヤクルトスワローズ3回戦（明治神宮野球場）、6回表に川崎憲次郎から左中間へ適時二塁打
- 初本塁打：1998年4月7日、対広島東洋カープ1回戦（東京ドーム）、4回裏に山内泰幸から右越ソロ[11]
- 初盗塁：1998年4月15日、対中日ドラゴンズ2回戦（東京ドーム）、2回裏に二盗（投手：門倉健、捕手：光山英和）

節目の記録
- 100本塁打：2001年8月1日、対中日ドラゴンズ19回戦（東京ドーム）、4回裏に川上憲伸から中越2ラン ※史上214人目[30]
- 150本塁打：2003年9月27日、対広島東洋カープ26回戦（広島市民球場）、6回表に河内貴哉から右中間へソロ ※史上129人目[125]
- 1000安打：2004年9月29日、対広島東洋カープ27回戦（東京ドーム）、6回裏にジョン・ベイルから右前安打 ※史上227人目（850試合目での達成は歴代8位）[43]
- 200本塁打：2006年4月4日、対東京ヤクルトスワローズ1回戦（明治神宮野球場）、4回表に石井一久から中越2ラン ※史上86人目
- 1000試合出場：2006年8月18日、対中日ドラゴンズ16回戦（東京ドーム）、3番・右翼手で先発出場 ※史上412人目[54]
- 250本塁打：2008年4月6日、対阪神タイガース3回戦（東京ドーム）、3回裏に福原忍から右中間へ2ラン ※史上52人目
- 1500安打：2011年7月10日、対広島東洋カープ9回戦（東京ドーム）、5回裏にブライアン・バリントンから左翼線へ安打 ※史上108人目
- 1000三振：2012年4月8日、対阪神タイガース3回戦（阪神甲子園球場）、3回表に岩田稔の前に空振り三振 ※史上53人目
- 1500試合出場：2012年5月4日、対阪神タイガース7回戦（阪神甲子園球場）、5番・右翼手で先発出場 ※史上175人目
- 100死球：2012年7月14日、対中日ドラゴンズ11回戦（ナゴヤドーム）、6回表にエンジェルベルト・ソトから ※史上19人目
- 300本塁打：2012年8月17日、対広島東洋カープ16回戦（東京ドーム）、5回裏にブライアン・バリントンから左越2ラン ※史上37人目
- 3000塁打：2015年6月11日、対北海道日本ハムファイターズ3回戦（札幌ドーム）、4回表に上沢直之から右中間二塁打を放ち達成 ※史上55人目

その他の記録
- 入団から2年連続で打率3割以上（1998 - 1999年）※史上4人目
- 入団から6年連続ゴールデングラブ賞受賞（1998年 - 2003年）※日本記録
- 11打数連続安打（2003年6月7日 - 6月11日 3四球挟む）※日本タイ記録[36]
- 14打席連続出塁（2003年6月7日 - 6月11日）※日本2位タイ記録[36]
- シーズン初回先頭打者本塁打：9本（2007年）※日本記録
- オールスターゲーム選出：9回（1998年、1999年、2000年、2001年、2002年、2003年、2004年、2007年、2012年）

### 背番号
- 24（1998年 - 2018年）

### 登場曲
- 2001 - 2002年：小室哲哉「SPEED TK RE-MIX」
- 2002 - 2004年、2006年：THE BLUE HEARTS「夢」
- 2004年：Eminem「Without Me」
- 2004年：TUBE「夢の翼ひろげて」
- 2005年：Sean Callery&Armin van Buuren「24 Theme」
- 2006年：Kevin Lyttle「Turn Me On」
- 2007 - 2009年：SEAMO「ルパン・ザ・ファイヤー」
- 2008年：湘南乃風「晴伝説」
- 2010年：FUNKY MONKEY BABYS「ヒーロー」
- 2011年：米米CLUB「浪漫飛行」
- 2012 - 2013年：SMAP「オリジナル スマイル」
- 2014年 - 2015年：ケリー・クラークソン「Stronger (What Doesn't Kill You)」

### 国際大会出場歴
- 第34回IBAFワールドカップ日本代表：4位[126]
- 第22回アジア野球選手権大会日本代表：優勝 ※自身は同大会首位打者[127]
- アテネオリンピック日本代表：銅メダル

## 関連情報

### 野球以外での表彰
ファッション関連
- 日本ジュエリーベストドレッサー賞（男性部門：2000年）

その他
- 千葉市市民栄誉賞（2004年）[128]
- イクメン オブ ザ イヤー（イクメンスポーツ部門：2019年）[129]

### 出演

#### テレビ番組
- 筋肉番付シリーズ（TBS）
- ZONE（TBS）
- ウチくる!?（フジテレビ）
- NONFIX高橋由伸 300日の肖像 〜巨人の理由〜（1998年1月27日、フジテレビ）
- とんねるずの生でダラダラいかせて!!（2000年11月22日、日本テレビ）
- SMAP×SMAP（2000年1月17日、フジテレビ）
- 夢対決!とんねるずのスポーツ王は俺だ!スペシャル（2001年、テレビ朝日）
- 関口宏の東京フレンドパークII（2001年2月10日、TBS）
- 逮捕しちゃうぞ（2002年12月12日、テレビ朝日） - 最終話にゲストで出演。
- とんねるずのみなさんのおかげでした 食わず嫌い王決定戦（2002年12月12日、フジテレビ）
- 第53回NHK紅白歌合戦（2002年12月31日、NHK総合・ラジオ第1） - 審査員として出演。
- お正月だよ!クイズ・ドレミファドン!（2003年1月03日、フジテレビ）
- 24時間テレビ（2003年・2005年、日本テレビ）
- 第17回全国おもしろニュースグランプリ2004（2004年12月31日、テレビ朝日）
- 『ぷっ』すまスペシャル（2005年2月8日、テレビ朝日）
- 水曜プレミア 人類史上最高のトップアスリート頂上決戦!!筋肉王国スペシャル（2005年2月9日、TBS）
- スタジオパークからこんにちは（2006年1月10日、NHK総合）
- バース・デイ（2006年4月25日、TBS）
- 日経スペシャル ガイアの夜明け（2008年7月29日、テレビ東京）
- おはスタ（2010年9月1日、テレビ東京）
- 石川遼スペシャル RESPECT 〜ゴルフを愛する人々へ〜（2011年2月13日 - 3月6日、テレビ東京）
- Going!Sports&News（2022年1月8日 - 、日本テレビ）
- news zero（2019年4月2日 - 、日本テレビ〈野球解説者として不定期出演〉）

#### CM
- サントリー
  - 「ペプシコーラ」
  - 「マグナムドライ〈爽快仕込〉」
- ダイハツ
  - 「アトレー」 - CMソングも歌っている。
  - 「アトレー・ワゴン・エアロダウンビレット」
  - 「アトレー7」 - 巨人の星の星飛雄馬との対決という演出だった。「大リーグシート 完成篇」と「感動編」の2種類。
- 明治製菓
  - 「明治アーモンドチョコレート」
  - 「カールスティック」 - 広末涼子と共演。
  - 「プッカ」 - ナインティナインと共演。